# Nychiodes lividaria
Nychiodes lividaria är en fjärilsart som beskrevs av Jacob Hübner. Nychiodes lividaria ingår i släktet Nychiodes och familjen mätare. Inga underarter finns listade i Catalogue of Life.